# WTA Elite Trophy

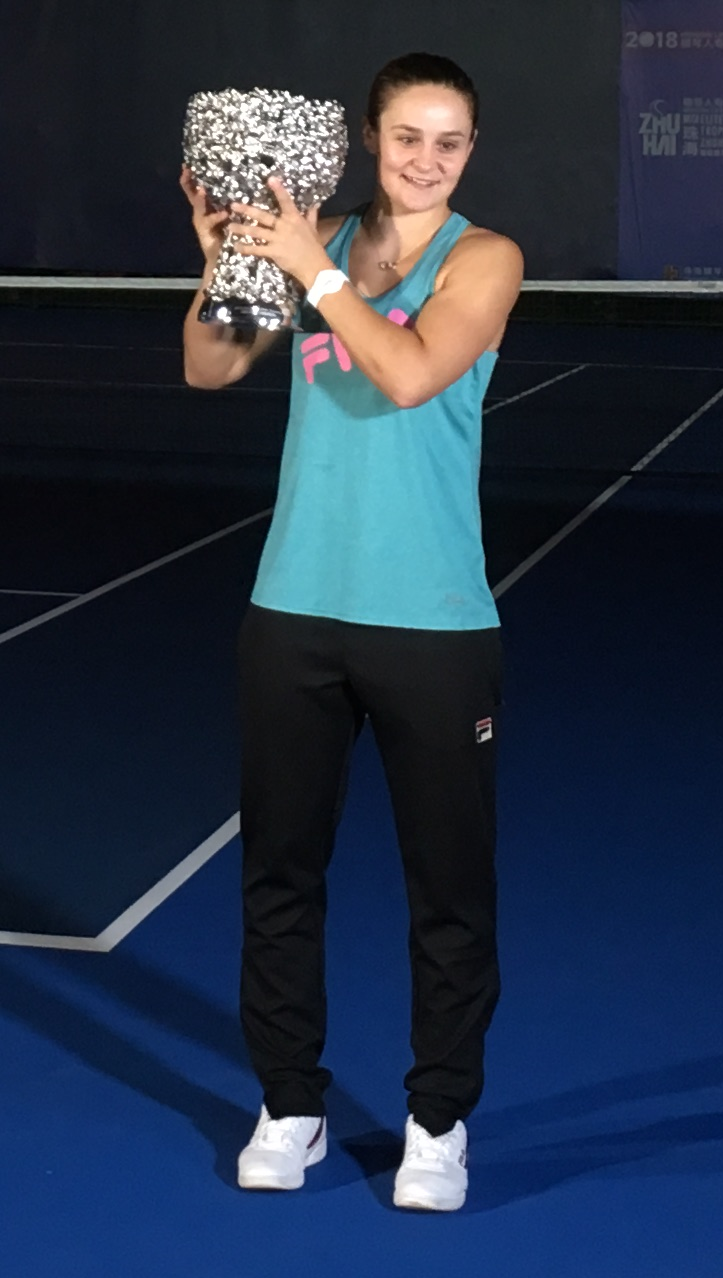
Vítězná Ashleigh Bartyová, 2018

WTA Elite Trophy, označovaný jako „malý Turnaj mistryň“, je tenisový turnaj žen hraný od roku 2015 na profesionálním okruhu WTA Tour. Spolu s Turnajem mistryň představuje jednu ze dvou závěrečných událostí sezóny. Koná se na dvorcích s tvrdým povrchem v Mezinárodním tenisovém centru na ostrově Cheng-čchin v jihočínském Ču-chaji.

## Historie
V roce 2015 WTA Elite Trophy nahradil singlovou událost WTA Tournament of Champions, která se konala v letech 2009–2014 v Indonésii a později v Bulharsku. Od založení jej hostí jihočínské město a městská prefektura Ču-chaj, ležící v provincii Kuang-tung v deltě Perlové řeky. V kalendáři sezóny probíhá v listopadovém termínu, od sezóny 2019 v týdnu před Turnajem mistryň. Předtím jej následoval. Oficiální míče dodává firma Yonex.
V letech 2020–2022 se nekonal, když byla čínská část okruhu v sezónách 2020 a 2021 zrušena kvůli pandemii covidu-19. Ženská tenisová asociace od prosince 2021 do dubna 2023 navíc bojkotovala čínské turnaje v důsledku kauzy zmizení čínské tenistky Pcheng Šuaj.
Brazilka Beatriz Haddad Maiová se v roce 2023 stala první hráčkou, která vyhrála dvouhru i čtyřhru, a to v jediném ročníku i v rámci historie turnaje.

## Formát
Soutěž dvouhry je uspořádána ve formátu dvanácti nejvýše postavených singlistek žebříčku WTA, které se nekvalifikovaly na Turnaj mistryň, s možností udělení jedné divoké divoké karty. Tenistky jsou rozděleny do čtyř tříčlenných základních skupin. Vítězka každé z nich postupuje do semifinále, v němž se rozhoduje o finalistkách. Závěrečná událost také zahrnuje čtyřhru pro šest dvojic, které jsou zformovány do dvou tříčlenných skupin. Dvojice z prvních míst hrají finále. Čtyři singlové a dvě deblové základní skupiny jsou pojmenovány po květinách jako azalková, kaméliová, orchideová, bugenvileová, liliová a růžová.

## Vývoj názvu turnaje
- 2015–2016: Huajin Securities WTA Elite Trophy Zhuhai
- 2017–2019: Hengqin Life WTA Elite Trophy Zhuhai
- od 2023: Huafa Technology WTA Elite Trophy

## Místo konání
| Místo         | roky  | aréna                                       | povrch        | kapacita |
| ------------- | ----- | ------------------------------------------- | ------------- | -------- |
| Ču-chaj, Čína | 2015– | Mezinárodní tenisové centrum v Cheng-čchinu | tvrdý / venku | 5 000    |

## Přehled finále

### Dvouhra
| Místo   | rok  | vítězka                                              | finalistka                                           | výsledek                                             |
| ------- | ---- | ---------------------------------------------------- | ---------------------------------------------------- | ---------------------------------------------------- |
| Ču-chaj | 2015 | Venus Williamsová                                    | Karolína Plíšková                                    | 7–5, 7–6(8–6)                                        |
| Ču-chaj | 2016 | Petra Kvitová                                        | Elina Svitolinová                                    | 6–4, 6–2                                             |
| Ču-chaj | 2017 | Julia Görgesová                                      | Coco Vandewegheová                                   | 7–5, 6–1                                             |
| Ču-chaj | 2018 | Ashleigh Bartyová                                    | Wang Čchiang                                         | 6–3, 6–4                                             |
| Ču-chaj | 2019 | Aryna Sabalenková                                    | Kiki Bertensová                                      | 6–4, 6–2                                             |
| Ču-chaj | 2020 | zrušeno pro pandemii covidu-19 a zmizení Pcheng Šuaj | zrušeno pro pandemii covidu-19 a zmizení Pcheng Šuaj | zrušeno pro pandemii covidu-19 a zmizení Pcheng Šuaj |
| Ču-chaj | 2021 | zrušeno pro pandemii covidu-19 a zmizení Pcheng Šuaj | zrušeno pro pandemii covidu-19 a zmizení Pcheng Šuaj | zrušeno pro pandemii covidu-19 a zmizení Pcheng Šuaj |
| Ču-chaj | 2022 | zrušeno pro pandemii covidu-19 a zmizení Pcheng Šuaj | zrušeno pro pandemii covidu-19 a zmizení Pcheng Šuaj | zrušeno pro pandemii covidu-19 a zmizení Pcheng Šuaj |
| Ču-chaj | 2023 | Beatriz Haddad Maiová                                | Čeng Čchin-wen                                       | 7–6(13–11), 7–6(7–4)                                 |
| Ču-chaj | 2024 | turnaj se nekonal                                    | turnaj se nekonal                                    | turnaj se nekonal                                    |
| Ču-chaj | 2025 | turnaj se nekonal                                    | turnaj se nekonal                                    | turnaj se nekonal                                    |

### Čtyřhra
| Místo   | rok  | vítězky                                              | finalistky                                           | výsledek                                             |
| ------- | ---- | ---------------------------------------------------- | ---------------------------------------------------- | ---------------------------------------------------- |
| Ču-chaj | 2015 | Liang Čchen Wang Ja-fan                              | Anabel Medina Garriguesová Arantxa Parra Santonjaová | 6–4, 6–3                                             |
| Ču-chaj | 2016 | İpek Soyluová Sü I-fan                               | Jang Čao-süan Jou Siao-ti                            | 6–4, 3–6, [10–7]                                     |
| Ču-chaj | 2017 | Tuan Jing-jing Chan Sin-jün                          | Lu Ťing-ťing Čang Šuaj                               | 6–2, 6–1                                             |
| Ču-chaj | 2018 | Ljudmyla Kičenoková Nadija Kičenoková                | Šúko Aojamová Lidzija Marozavová                     | 6–4, 3–6, [10–7]                                     |
| Ču-chaj | 2019 | Ljudmyla Kičenoková Andreja Klepačová                | Tuan Jing-jing Jang Čao-süan                         | 6–3, 6–3                                             |
| Ču-chaj | 2020 | zrušeno pro pandemii covidu-19 a zmizení Pcheng Šuaj | zrušeno pro pandemii covidu-19 a zmizení Pcheng Šuaj | zrušeno pro pandemii covidu-19 a zmizení Pcheng Šuaj |
| Ču-chaj | 2021 | zrušeno pro pandemii covidu-19 a zmizení Pcheng Šuaj | zrušeno pro pandemii covidu-19 a zmizení Pcheng Šuaj | zrušeno pro pandemii covidu-19 a zmizení Pcheng Šuaj |
| Ču-chaj | 2022 | zrušeno pro pandemii covidu-19 a zmizení Pcheng Šuaj | zrušeno pro pandemii covidu-19 a zmizení Pcheng Šuaj | zrušeno pro pandemii covidu-19 a zmizení Pcheng Šuaj |
| Ču-chaj | 2023 | Beatriz Haddad Maiová Veronika Kuděrmetovová         | Miju Katová Aldila Sutjiadiová                       | 6–3, 6–3                                             |
| Ču-chaj | 2024 | turnaj se nekonal                                    | turnaj se nekonal                                    | turnaj se nekonal                                    |
| Ču-chaj | 2025 | turnaj se nekonal                                    | turnaj se nekonal                                    | turnaj se nekonal                                    |